# Косарєв Сергій Петрович
Косарєв Сергій Петрович (нар. 23 серпня 1970, Дніпро) — журналіст, телеведучий, продюсер, режисер, сценарист.

## Життєпис

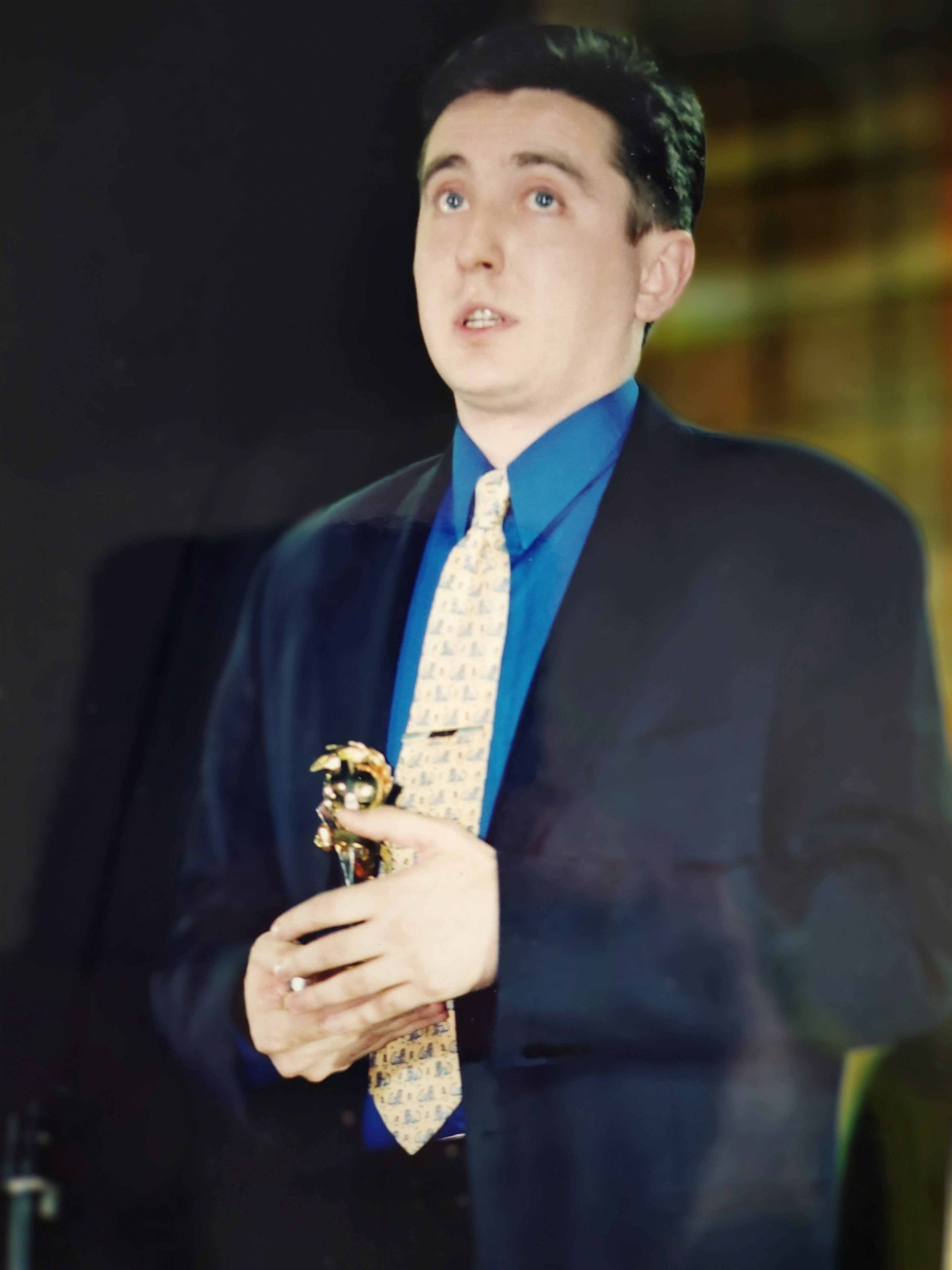

Народився 23 серпня 1970 року у Дніпропетровську.
У 1993 році закінчив Дніпропетровський державний університет.
З 1993 на телебаченні, журналіст, ведучий новин та редактор телекомпаній ВЛД-Бразерс, Приват-ТБ-Дніпро, 11 канал.
У 1999—2008 роках — сценарист, редактор, продюсер, керівник проектів телекомпаній ICTV, СТБ.
У різні роки співпрацював із телекомпаніями «Післямова», «1+1», «Інтер».
2002 року став володарем національної телевізійної премії України «Телетріумф» у номінації «Сценарист телепрограми».
З 2007 року у співавторстві з Григорієм Руденко написали декілька сценаріїв до повнометражних фільмів та серіалів, які стали номінантами та переможцями різних українських та міжнародних фестивалів.
У 2014—2021 роках — сценарист серіалів на замовлення телеканалу НЛО TV.

## Фільмографія

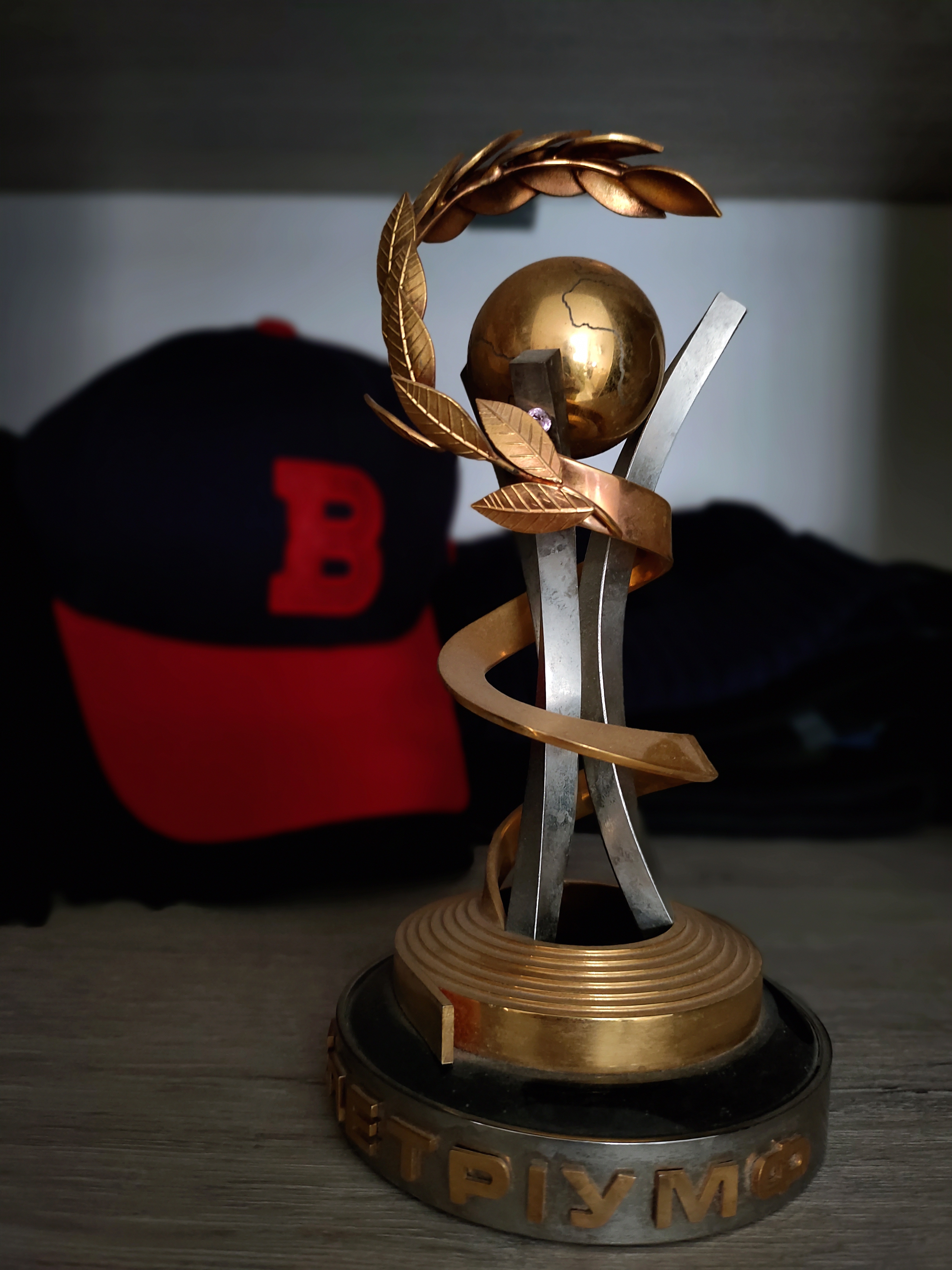

### Сценарист
- Фільм «Ялинка, кролик, папуга», (2007).
- Фільм «Дорогі діти», (Україна, 2008).
- Фільм «Гербарій Маші Колосової», (2009).
- Серіал «Демони» (2010).
- Серіал «Катине Кохання», (2012).
- Серіал «СишишШоу», (2014—2016).
- Серіал «СуперКопи», (2016—2018).
- Серіал «За законами воєнного часу», (2016).
- Серіал «Дефективи», (2018—2020).
- Серіал «Швидка», (2019—2021).

### Актор
- Серіал «Леся+Рома», (2005, епізод)
- Фільм «Повзе змія», (2009, епізод)
- Серіал «СишишШоу», (2014—2016, епізод)

## Нагороди
- Національна телевізійна премія України Телетріумф у номінації «Сценарист телепрограми» (2002).